# Riethnordhausen (Turyngia)
Riethnordhausen – miejscowość i gmina w Niemczech, w kraju związkowym Turyngia, w powiecie Sömmerda, wchodzi w skład wspólnoty administracyjnej Straußfurt.